# Yuki Richard Stalph
Yuki Richard Stalph (シュタルフ 悠紀 リヒャルト Stalph Yuki Richard?), född 4 augusti 1984 i Bochum, är en japansk före detta fotbollsspelare och tränare.
Stalph har efter den aktiva karriären verkat som tränare och har tränat J3 League-klubben, YSCC Yokohama.